# 郭子明
郭子明（1948年1月—），男，汉族，山西忻州人，中华人民共和国政治人物，曾任内蒙古自治区人民政府副主席，内蒙古自治区政协副主席。